# 民和回族土族自治县
民和回族土族自治县是中华人民共和国青海省海东市下属的一个自治县。与之接壤的县市有：东北边甘肃省永登县、兰州市红古区，东边甘肃省永靖县，南边隔黄河甘肃省积石山保安族东乡族撒拉族自治县，西、西北和北边循化撒拉族自治县、化隆回族自治县、乐都区。面积1891平方公里，总人口約33万人，以汉族为主。县人民政府驻川口镇。
1978年划归海东地区前，民和县属省直辖。1985年11月6日，改设民和回族土族自治县。

## 行政区划
民和回族土族自治县下辖8个镇、13个乡、1个民族乡：
川口镇、古鄯镇、马营镇、官亭镇、巴州镇、满坪镇、李二堡镇、峡门镇、马场垣乡、北山乡、松树乡、西沟乡、总堡乡、隆治乡、大庄乡、转导乡、前河乡、甘沟乡、中川乡、杏儿藏族乡、核桃庄乡和新民乡。

## 人口民族
根据第七次全国人口普查结果，截至2020年11月1日零时，民和回族土族自治县常住人口为326964人。与2010年第六次全国人口普查的350118人相比，减少23154人，下降6.61%，年均下降为0.68%。
民和回族土族自治县以汉族为主，少数民族主要有：回族、土族、藏族等。

## 交通
- 109国道过境。

## 全国重点文物保护单位
- 喇家遗址：位于官亭镇喇家村。